# ولادیمیر ایوانوویچ موروزوف (زاده ۱۹۴۰)
ولادیمیر ایوانوویچ موروزوف (روسی: Владимир Иванович Морозов؛ زادهٔ ۴ مارس ۱۹۴۰) قایقران کانو اهل اتحاد جماهیر شوروی سوسیالیستی است. وی در بین سال‌های ‎۱۹۶۴ تا ۱۹۷۲ میلادی در مسابقات بازی‌های المپیک تابستانی در مجموع ۳ مدال طلا را کسب کرد.